# Basler Bach-Chor
Der Basler Bach-Chor ist ein traditionsreicher Oratorienchor in Basel. Er führt die grossen Werke der Chorliteratur vom 17. bis 20. Jahrhundert auf und fühlt sich dabei besonders der Musik Johann Sebastian Bachs verbunden.

## Geschichte
Der Basler Bach-Chor wurde 1911 von dem damaligen Organisten des Basler Münsters Adolf Hamm gegründet. Ca. zweimal im Jahr bringt der Chor in Basel grosse Oratorien zur Aufführung. Ein Konzert ist alljährlich einem grossen Werk Johann Sebastian Bachs gewidmet. Der Chor arbeitet mit dem Sinfonieorchester Basel, der basel sinfonietta, dem Kammerorchester Basel oder dem Barockorchester Capriccio Basel zusammen.

## Chorleiter
- 1911–1922: Adolf Hamm
- 1922–1926: Hans Münch
- 1926–1938: Adolf Hamm
- 1939–1954: Walter Müller von Kulm
- 1957–1972: Walther Geiser
- 1972–1985: Étienne Krähenbühl
- seit 1986: Joachim Krause